# Premi Otero Pedrayo
El Premi Otero Pedrayo és un premi honorífic que concedeixen des de 1977 les diputacións provincials de Galícia, amb suport de la Xunta de Galicia.

## Estructura
El premi l'escull un jurat en el que actualment es troba el president de la Junta de Galícia, els presidents de les quatre diputacions, el president de la Comissió de Cultura de la Diputació que el convoca (de forma rotatòria una de les quatre diputacions), o la Conselleiro de Cultura de la Xunta de Galicia, un representant de cadascuna de les tres universitats gallegues, un representant de la RAG, un altre de l'Instituto Padre Sarmiento, i cinc persones independents designades per la Xunta, de solvència científica i literària.
El guardó està dotat amb 30.000 euros: les diputacions aporten 3.606 euros cadascuna i la Xunta de Galicia els 15.626 euros restants.

## Premiats
- 1977. Carlos Casares
- 1978. Desert
- 1979.	Secció d'Arqueologia de l'Instituto Padre Sarmiento
- 1980 Eligio Rivas Quintas
- 1981 Fundación Otero Pedrayo
- 1982 Xaquín Lorenzo i José Fariña Jamardo
- 1983 Grupo Marcelo Macías
- 1984 Antonio Fidalgo Santamariña i l'Escola Aberta de Marín
- 1985 Xosé López Calo
- 1986 Xosé Filgueira Valverde
- 1987	Deserto
- 1988 Xesús Alonso Montero, Emilio Duro Peña i Darío Xohán Cabana
- 1989 Instituto da Lingua Galega
- 1990 Isaac Díaz Pardo
- 1991 Xosé Trapero Pardo
- 1992 Antón Fraguas
- 1993 Museo de Pontevedra
- 1994	Asociación de Amigos do Museo Arqueolóxico Castelo de San Antón
- 1995 Francisco Fernández del Riego
- 1996 Xulio Francisco Ogando
- 1997	Comunidade do Mosteiro de Oseira
- 1998 Museo do Pobo Galego
- 1999 Manuel María i Uxío Novoneyra
- 2000 Miguel Anxo Araúxo Iglesias
- 2001 Fundación Pedro Barrié de la Maza
- 2002 Centro Galego de Bos Aires
- 2003 Centro Galego de Montevideo
- 2004 Hermandad Gallega de Venezuela
- 2005 Sociedade Espanhola de Beneficência (Río de Xaneiro)
- 2006 Real Academia Galega i Laboratorio de Formas
- 2007 Francisco Xavier Río Barxa
- 2008 Marcos Valcárcel
- 2009 Manuel Fraga
- 2010 Es convocà en 2011
- 2011 Basilio Losada[3]
- 2012 Xosé Luís Méndez Ferrín[4]
- 2013 Xosé Neira Vilas[5]